# Shylock (groupe de rock)
Pour les articles homonymes, voir Shylock.
Shylock est un groupe de rock progressif français, originaire de Nice, dans les Alpes-Maritimes. Formé en 1974, le groupe enregistre deux albums studio, Gialorgues (1977) et Île de fièvre (1978), avant de se séparer en 1979. Il se reforme en 2012 à la demande de festivals. Le groupe a fréquemment été comparé à King Crimson par la presse spécialisée,

## Biographie
Le groupe est formé en 1974 à Nice. Son nom provient d'un des personnages du Marchand de Venise de William Shakespeare.  Le groupe enregistre et auto-produit un premier album, intitulé Gialorgues, édité à 1 000 exemplaires en janvier 1977, au label CBS Records. L'album comprend Le Quatrième, un morceau notable de 13 minutes. Par la suite, les membres cessent temporairement leurs activités pour entamer leur service militaire.
Le retour de leur service à la vie civile s'avère compliqué, mais un deuxième album est enregistré malgré l'ambiance pesante. Christian Villena écrit les lignes de basse, et Serge Summa les enregistre après le départ prématuré de Christian en plein milieu des enregistrements. Ce deuxième album, intitulé Île de fièvre, est publié en 1978 par Musea. Des divergences musicales font surface chez les membres restants. Frédéric L’Épée prône une direction plus expérimentale, plutôt classique pour Didier Lustig et plus jazz rock pour la section rythmique (André Fisichella et Serge Summa). Leur label, en parallèle, leur demande des formats courts pour passer à la radio. En 1979, les membres décident de mettre un terme au groupe.
Les versions CD rééditées par la suite comprennent des titres complémentaires : sur Gialorgues (1981), deux titres, composés et interprétés par L'Épée et Lustig, et trois brefs morceaux destinés initialement à de l'illustration musicale ; et sur Ile de Fièvre, un titre inédit de la fin du groupe en 1979.
Au début de 2012, le groupe — composé de André Fisichella, Frédéric L’Épée et Didier Lustig — se reforme, à la demande d'un festival aux U.S. qui n'aura finalement pas lieu, mais se produira la même année au Gouveia Art Rock Festival au Portugal puis au Prog’Sud, aux Pennes Mirabeau, près de Marseille. Laurent James remplace Serge Summa à la basse. Ils ont depuis participé à plusieurs festivals en France et dans le monde.  En 2014, un Album "best of" enregistré au Studio Arion à Nice, est publié et Luca Mariotti a remplacé Didier Lustig aux claviers.

## Membres
- André Fisichella - batterie
- Frédéric L'Épée - guitare, basse (sur le 1er album)
- Didier Lustig - claviers
- Serge Summa - basse
- Laurent James - basse (depuis 2012)
- Luca Mariotti - claviers (depuis 2014)

## Discographie
- 1977 : Gialorgues
- 1978 : Île de fièvre
- 2014 : Best of (principaux titres réenregistrés)
- 2016 : La Somme des Parties (même titres que Best of + 2 titres bonus) pour le marché Japonais